# Extremschwimmen
Extremschwimmen bezeichnet die Ausübung des Schwimmens als sportliche Disziplin unter außergewöhnlichen Bedingungen oder über sehr lange Distanzen. In seiner Grundform wird das Extremschwimmen nicht als Wettkampf mehrerer Teilnehmer gegeneinander ausgetragen, sondern ohne Zeitdruck zur Verbesserung der eigenen Körperkondition. Athleten wie André Wiersig betonen, dass es bei ihren Pionierprojekten wie im Falle des Helgoland-Schwimmens keinesfalls um Rekorde gehe, sondern vielmehr darum, in Einklang „mit dem Meer“ zu schwimmen und eben nicht gegen das Meer und dessen Tiden und Strömungen zu kämpfen.
Personen wie Bruno Dobelmann, Bruno Baumgartner und Hamza Bakircioglu haben Meerengen wie den Ärmelkanal (Kanalschwimmen), den Fehmarnbelt (Beltquerung), die Straße von Gibraltar und große Seen, wie den Bodensee (Bodenseequerung), durchschwommen und zählen sich zu den „Extremschwimmern“.
Die vom US-Amerikaner Steven Munatones kreierten Ocean’s Seven sind eine der größten Herausforderungen des Langstreckenschwimmens. Sie gelten mit ihren sieben zu durchschwimmenden Meerengen, die den Athleten vor sehr unterschiedliche Aufgaben stellen, als Äquivalent der Seven Summits im Bergsteigen. André Wiersig war 2019 der erste deutsche und der insgesamt sechzehnte Schwimmer, der die Ocean’s Seven absolvierte.
Die längste am Stück geschwommene Strecke im Freiwasser legte der Spanier Pablo Fernandez im Juli 2021 mit 250 Kilometern an der Küste Floridas zurück. Der Kroate Veljko Rogosic hatte zuvor den Rekord mit 225 Kilometern, die er bei der Überquerung des Adriatischen Meeres (von Grado nach Riccione) im Jahr 2006 in knapp über 50 Stunden ohne Flossen zurückgelegt hatte, inne.
Die bisher längste am Stück geschwommene Strecke einer Frau legte Diana Nyad im Jahr 2013 zurück. Sie schwamm 177 Kilometer in 53 Stunden von Havanna nach Key West. Eine Distanz von über 100 Kilometer am Stück legte ein Jahr später auch die Australierin Chloe McCardel zurück. Sie schwamm 124,4 Kilometer, die sie bei den Bahamas in 41 Stunden zurücklegte.
Ähnliches gelang auch Neil Agius im Juni 2021. Er schwamm in knapp über 52 Stunden 125,6 Kilometer am Stück im Mittelmeer von Linosa nach Gozo.
Wenig später schwammen drei Franzosen (darunter zwei mit zur Hälfte amputierten Armen und Beinen) beinahe die gleiche Distanz – jedoch im Titicacasee, der in rund 3800 Metern Höhe liegt und mit einem 500 kg schweren Floß, das sie beim Schwimmen hinter sich her zogen.
Als „Urvater“ des deutschen Extremschwimmens wird Christof Wandratsch aus Haiming/Oberbayern bezeichnet. Er hat sich etliche Titel in der Extremschwimmerszene erschwommen und veranstaltet auch Schwimm-Camps für Neueinsteiger. 2013 gelang ihm die erste Längsquerung des Bodensees und im Jahr 2016 hat er als erster Schwimmer alle drei Bodenseequerungen erfolgreich in jeweils nur einem Anlauf erfolgreich beendet.
Urheber des Begriffes „Extremschwimmer“ und Veranstalter vieler Extremschwimm-Events war im Jahr 2011 der leidenschaftliche Hobbyschwimmer Oliver Halder aus Winnenden. Zu diesen Extremschwimm-Veranstaltungen gehört in Deutschland unter anderem die Bodenseequerung, die Ice Swimming German Open und die Bodyrafting-Challenge (Wildwasserschwimmen).

## Eisschwimmen
Eine weitere Form des Extremschwimmens ist das längere Schwimmen bei Wassertemperaturen unter 5° Celsius.